# Juncus sphaerocarpus
Juncus sphaerocarpus är en tågväxtart som beskrevs av Christian Gottfried Daniel Nees von Esenbeck. Juncus sphaerocarpus ingår i släktet tåg, och familjen tågväxter. Inga underarter finns listade i Catalogue of Life.